# Partamona littoralis
Partamona littoralis é uma abelha (Apidae) pertencente a tribo Meliponini  conhecidas como "abelhas sem ferrão" (ferrão atrofiado) e gênero Partamona, nativa da fauna brasileira.

## Estado de Conservação
Conforme atualização em 2018 da Lista Vermelha Espécies da Fauna Brasileira Ameaçada volume IV, as espécies deste inseto encontra-se Em Perigo (EN).

## Distribuição Geográfica
Partamona littoralis é endêmica do Brasil, conhecida de poucas localidades na Mata Atlântica do
nordeste, com registros no Rio Grande do Norte, Paraíba e Pernambuco. Sua extensão de ocorrência, calculada pelo método do mínimo polígono convexo, é estimada em 258 km2.
Há registros nas seguintes localidades: Mamanguape, REBIO Guaribas, Rio Tinto (PB), Iguarassu, Usina São José, Macacos e Pezinho (PE) e Natal (RN).

## Lista de plantas que são visitadas porPartamona littoralis
Plantas que são visitadas por Partamona littoralis.
| Gênero         | Espécie                                          | Nome comum                            |
| -------------- | ------------------------------------------------ | ------------------------------------- |
| Anacardiaceae  | Anacardium occidentale L.                        | acajaiba,caju,caju-anão,cajueiro      |
| Convolvulaceae | Jacquemontia glaucescens Choisy                  |                                       |
| Dilleniaceae   | Tetracera breyniana Schltdl.                     |                                       |
| Fabaceae       | Andira fraxinifolia Benth.                       |                                       |
| Malpighiaceae  | Byrsonima sericea DC.                            |                                       |
| Myrtaceae      | Myrcia rotundifolia (O. Berg) Kiaersk.           |                                       |
| Myrtaceae      | Psidium guineense Sw.                            | Araçá-da-praia, Araçá-mirim,Goiabinha |
| Myrtaceae      | Psidium oligospermum DC.                         |                                       |
| Polygonaceae   | Coccoloba alnifolia Casar.                       | pau-de-estalo, cabuçu,                |
| Polygonaceae   | Coccoloba ramosissima Wedd.                      |                                       |
| Rubiaceae      | Tocoyena sellowiana (Cham. & Schltdl.) K. Schum. | Jenipaparana                          |